# كوفينزانيه واليس
كوفينزانيه واليس (بالإنجليزية: Quvenzhané Wallis)‏ مواليد 28 أغسطس [2003] في مدينة هوما بولاية لويزيانا في الولايات المتحدة الأمريكية ، طفلة أمريكية ممثلة عُرفت من خلال دورها الرئيسي في الفيلم الروائي وحوش البرية الجنوبية الذي ترشحت من خلاله لجائزة أفضل ممثلة في مهرجان جوائز الأوسكار الخامس و الثمانين .

## روابط خارجية
- كوفينزانيه واليس على موقع IMDb (الإنجليزية)
- كوفينزانيه واليس على موقع روتن توميتوز (الإنجليزية)
- كوفينزانيه واليس على موقع ألو سيني (الفرنسية)
- كوفينزانيه واليس على موقع ميوزك برينز (الإنجليزية)
- كوفينزانيه واليس على موقع أول موفي (الإنجليزية)
- كوفينزانيه واليس على موقع بوكس أوفيس موجو (الإنجليزية)
- كوفينزانيه واليس على موقع قاعدة بيانات الأفلام السويدية (السويدية)
- كوفينزانيه واليس على موقع ديسكوغز (الإنجليزية)
- كوفينزانيه واليس على موقع قاعدة بيانات الفيلم (الإنجليزية)
- كوفينزانيه واليس على موقع كينوبويسك (الروسية)